# ایتالو باندینی
ایتالو باندینی (انگلیسی: Italo Bandini; ۱۵ آوریل ۱۹۰۵ – ۱۱ دسامبر ۱۹۷۸) بازیکن فوتبال اهل ایتالیا بود.
از باشگاه‌هایی که در آن بازی کرده است می‌توان به باشگاه فوتبال فیورنتینا اشاره کرد.